# 矢口あかり
矢口 あかり（やぐち あかり、1986年12月7日 - ）は、日本のAV女優。
東京都出身。身長：152cm、スリーサイズ：B81（Cカップ）・W57・H82。血液型：O型。趣味、特技：お菓子づくり、テニス、英語。

## 略歴
MOODYZ から 2006年1月13日 『新星』でAVデビュー。

## 作品
2006年
- 新星（1月13日、MOODYZ）
- 学校コスプレ（2月13日、MOODYZ）
- 看護婦サポート白書（3月13日、MOODYZ）
- W痴女レズ（4月13日、MOODYZ）
- 新星Dream Collection（5月13日、MOODYZ）
- 快感アナルFUCK（6月1日、MOODYZ）
- 痴女子校生（6月1日、MOODYZ）
- お掃除フェラ 3時間（6月1日、MOODYZ）
- 拷問島（8月1日、MOODYZ）
- アナルファック 4時間（10月1日、MOODYZ）オムニバス作品
- 接吻 レズ ふたなり 乱交（11月1日、MOODYZ）
- 拷問くらぶ4時間（11月13日、MOODYZ）

2007年
- MOODYZ SEX BEST 4時間（2月1日、MOODYZ）
- MOODYZ SEX BEST 4時間（4月1日、MOODYZ）
- スクール水着4時間（5月13日、MOODYZ）
- 女子高生4時間（8月13日、MOODYZ）
- 痴女手コキ4時間（8月13日、MOODYZ）
- ハイモザ フェラチオ4時間（9月1日、MOODYZ）
- ナース4時間（9月13日、MOODYZ）
- 美少女ファックBEST2（10月1日、MOODYZ）

2008年
- 女同士で激しく求めあうグチョ濡れレズ4時間（3月1日、MOODYZ）

2009年
- MOODYZコスプレコレクション ブルマが好きでたまらない!50人以上4時間（10月13日、MOODYZ）

2010年
- 敏感オッパイ微乳美少女4時間（1月1日、MOODYZ）
- 美少女にデカチ●ポ！ ふたなり尽くし4時間（1月13日、MOODYZ）
- 舐めすぎ！フェラ学科50人の女子校生4時間（2月1日、MOODYZ）
- コスプレ100人100着8時間（3月1日、MOODYZ）
- ね〜っとりベロキスSEX4時間（11月1日、MOODYZ）